# Embalse de Betania
La Embalse de Betania, localizada en el departamento del Huila, es un embalse de grandes proporciones construido en la desembocadura del río Yaguará en el Magdalena, en los municipios de Campoalegre, Hobo y Yaguará (Colombia). La represa dista 30 km al sur de Neiva. Tiene varios fines: la generación de energía eléctrica, controlar el caudal del Río Magdalena, para el riego de tierras y para la piscicultura. Tiene una superficie de 7400 ha y una profundidad máxima de 76 metros. Su volumen total es de 1.971 millones de m³ con capacidad de generar 540 megavatios.
La represa es también un atractivo turístico del Departamento ya que en esta se realiza anualmente el Festival del Agua. La Represa recibió los escombros de la erupción del Nevado del Huila matando a gran cantidad de peces que habitan en la represa.
Además de ser una fuente muy representativa de energía para la región, tiene un gran atractivo turístico al facilitar la práctica de deportes náuticos, el descanso y la pesca; también, ésta represa también es una gran fuente de aguas para riego de las tierras cercanas, lo que hace de la laguna una fuerte fuente económica para la región. Ya que al generar energía, promover el turismo y apoyar las actividades agropecuarias y pesqueras, representan una gran fuente de ingresos para la región. 
En esta zona es común encontrar espacios de descanso, como lo es el Complejo Turístico de Santa Helena, un lugar en el que la calma y la contemplación se conjugan con la aventura natural que cada vez trae más visitantes que muy satisfechos y animados se deciden a regresar. así como otros complejos tales como el recreacional El Juncal y la inspección de Betania correspondiente al municipio de Palermo.
Los deportes náuticos que se pueden practicar en la región son el esquí acuático, el buceo y la navegación, esto debido a las condiciones climáticas, como lo es una temperatura de 27°C  y la brisa cálida, hacen que estas actividades sean amenas para los diferentes turistas que frecuentan el lugar. adicional a esto, al realizar actividades de pesca, se puede encontrar con mojarras, tilapias y cachamas, esto dado que la represa es una de los más grandes criaderos de peces que tiene la región.